# 阜陽西関空港
阜陽空港（ふようくうこう、中国語：阜阳机场、英語：Fuyang Airport）は中華人民共和国安徽省阜陽市潁州区潁西街道に位置する民用空港。空港の運営は阜陽市の市政府が設置した事業体である阜陽民用航空センター（阜陽民用航空中心、元・阜陽民用航空局から改組）によって行われている。IATA空港コードはFUG。ICAO空港コードはZSFY。中国民用航空局が発表した2021年度の統計データによれば、阜陽空港は安徽省において省都の合肥新橋国際空港に次いで乗降客数が2番目に多い空港であったという。
同空港のチケットオフィス（阜陽民航售票中心）は空港内ではなく、市内（住所：潁州区清河東路506号）に設置されている。

## 空港名称について

### 中国の空港命名
中華人民共和国の空港は、「都市名＋具体的地名」の組み合わせで命名されたのが慣例である。例えば、上海虹橋国際空港と上海浦東国際空港はいずれも都市名にあたる「上海」に同市の具体的地名をあらわす「虹橋」と「浦東」が加わった空港名称である。
ただし、こういうルールにしたがわない空港名称も中国に存在する。最も典型的かつ有名な空港として、北京首都国際空港が挙げられる。都市名「北京」の直後につづられる「首都」ということばは、同空港の敷地が所在する地名を指すものではなく、単に「北京は中国の首都である」という意味合いを表現する。したがって、同空港の名称が英訳されるとき、ピンインに基づく音訳法の「Shoudu Int'l Airport」が採用されておらず、意訳法の「Capital Int'l Airport」のほうが正しいとされる。
このほか、具体的地名を加えずに都市名をそのまま空港名称にする例もいくつかみられる。浙江省義烏市に位置する義烏空港や、新疆ウイグル自治区コルラ市に位置するコルラ空港はこういう命名方法に該当する。

### 誤用の「阜陽西関空港」
中国民用航空局によって、国内の民用空港の利用状況を含む基本データが毎年公表されている。統計は空港を単位に行われているため、中国民航当局に承認された空港名称（＝航空法上の各空港の正式名称）が見出しに出ている。この資料に準じて、阜陽市に位置する民用空港は、航空法上の正式名称が都市名のみつづられる「阜陽空港」となっている。一方、中国国内における最大手航空券予約サイトと知られるCtrip（携程）とQunar（去哪児）、並びにBaidu（百度）地図などの多く利用者数を擁するウェブサイトにおいて、阜陽の民用空港は「阜陽西関空港」と表示されるのがほとんどである。
空港の運営者である阜陽民用航空センターが発表した「阜陽空港全体的な計画（2017年版）」の中、阜陽の空港建設史を語る内容が記載されている。それによれば、「阜陽西関空港」とは1957年から1994年まで運営されていた阜陽の旧空港の名称であったという。旧空港は、当時の阜陽市街部から西約4キロメートル離れている「西関」という近郊地に立地していたことで、その名を冠したのである。なお、旧阜陽西関空港は1992年3月30日付に中国民航当局の承認で「阜陽空港」へ改称され、その後「阜陽西関空港」という名称は正式的に存在しなくなっている。現役中の阜陽空港は実際、1994年11月に着工された新空港であり、その着工とともに「阜陽空港」の名称も新空港に引き継がれ、旧空港は廃港となった。
上述のとおり、「都市名＋具体的地名」という組み合わせは中国の空港命名の一般的なルールと見なされている。場合によって、都市名に後続する具体的地名のほうこそ、空港の呼び方として一般市民により馴染まれていることもある。「西関空港」の誤用もこういう習慣に起因したと考えられる。航空券予約サイトでの誤用の影響で、「西関空港」という呼称は若年層の住民を中心に阜陽市の中にも広まりつつある。ただし、旧空港の歴史まで知る中年層以上の住民には、阜陽空港を「西関空港」と呼ぶケースがほとんどみられていない。これについて、「西関」にあたる区域にはもともと阜陽市の拘置所（西関看守所）の敷地が存在していたことがあり、「西関」ということば自体も中年層以上の市民にとって拘置所の代名詞ともなっていたのが原因とみられる。したがって、こういうマイナスなイメージを連想しやすい地名に対し、多くの住民たちはなるべく避けがちなわけである。そして、阜陽の民用空港が1994年に現在の位置（潁西街道）への移設とともに、空港名称としての「西関」は空港の所在地を指示する機能もなくなった。それゆえ、「阜陽西関空港」の名称を使用し続けることも不適切である。

### 阜陽空港の改名
近年、阜陽空港の名称について改名が提案されている。
市の行政当局は、2023年に新建設の旅客ターミナルの運用開始に際して空港の新名称を発表する方針である。阜陽空港は安徽省北部の観光名所である潁州西湖に地理的に近いため、「阜陽西湖空港」への改名が一部の市民に主張されている。阜陽空港に「西湖」という欧陽脩や蘇軾などの歴史的有名人にゆかりのある名勝地の名前を付け添えることは、阜陽市の観光業の活性化につながると思われる。したがって、「阜陽西湖空港」は改名に最も有力な候補ともみられる。

## 概説
阜陽空港は、阜陽市市街地の西約7キロメートルに位置し、同市が設置・建設から運営までを手がけた市営空港である。安徽省においては、1959年に開港した黄山屯渓国際空港に次いで2番目に歴史の長い現役中の民用空港であるほか、同省の北部地方（皖北）の唯一の民用空港でもある。
| 阜陽空港（FUG）合肥新橋国際空港（HEF）安慶天柱山空港（AQG）蕪湖宣州空港（WHA）黄山屯渓国際空港（TXN）池州九華山空港（JUH） 安徽省の民用空港（現役中） |
| --- |

中国の所定する基準（zh：エアフィールドのレベル分け）に基づき、阜陽空港は「4Cレベル空港（滑走路：長さは2200～2800メートル、幅は45～60メートル）」と分類されている。4Cレベル空港では、エアバスA320やボーイング737に代表されるナローボディ機の発着作業が可能であるが、それ以上のサイズをもつ航空機への対応が難しいという。したがって、4Cレベル空港は中国において主に主要都市のハブ空港（幹線空港）と結ぶ地方のフィーダー空港（支線空港）として使われており、阜陽空港もそうである。
旅客運輸のほか、阜陽空港は「地域貨物航空運輸のターミナル空港（区域性航空貨運基地）」とも位置づけられている。また、国レベルで推し進められている、上海市、江蘇省、浙江省、安徽省を包括する長江デルタ地域の経済的一体化発展を目指す計画（zh：長江デルタ地域一体化発展）の一環として、同地域内の各地に位置する空港から構成され、交通運輸面において大きな役割を果たしていくと期待される「長江デルタ地域の世界レベル空港群」が構想されている。阜陽空港もその構想に含まれるメンバー空港の一つである。

### 阜陽の空港建設史[3]

#### 九里溝飛行場時代（1931～1937年）
- 1931（民国20）年：国民政府が北洋軍閥である倪嗣沖が私産として所有する九里溝の1,000畝程度の土地を没収し、飛行場の敷地に充当；年内に着工。
- 1935（民国24）年：完工。
- 1937（民国26）年：日中戦争が勃発後、同飛行場は当時の重鎮である蚌埠に地理的に近すぎるため、廃場。

#### 李家集飛行場時代（1942～1945年）
- 1942（民国31）年：阜陽城南（現在阜南県の行政区画内）に所在する李家集に新飛行場が着工。
- 1944（民国33）年：完工。
- 1945（民国34）年：洪水で廃場。

#### 阜陽西関空港－旧阜陽空港時代（1957～1994年）
- 1957年：安徽省人民政府が皖北地方の交通状況を改善するため、阜陽の西関に新空港を建設開始。
- 1958年
  - 2月：完工。
  - 3月：合肥便が運航開始。
- 1959年：滑走路を980メートルまで延長。
- 1967年：運航停止（1回目）。
- 1971年：運航再開（1回目）。
- 1977年：運航停止（2回目）。
- 1979年：運航再開（2回目）、年内にまた運航停止（3回目）。
- 1981年：運航再開（3回目）。
- 1989年：運航停止（4回目）。
- 1992年
  - 2月：滑走路を再整備。
  - 3月：滑走路の再整備工事の完工にともない、運航再開（4回目）；「阜陽空港」へ改名。
  - 年内にまた運航停止（5回目）。
- 1994年：新空港の着工とともに廃港。

## 就航路線
阜陽空港のフライトスケジュールは、運営者の阜陽民用航空センターによって改定が年に二回程度行われる。阜陽空港の場合、シーズンは冬春期、夏秋期に分かれており、両シーズンはそれぞれ11月から翌年の3月まで、4月から10月までと定められている。

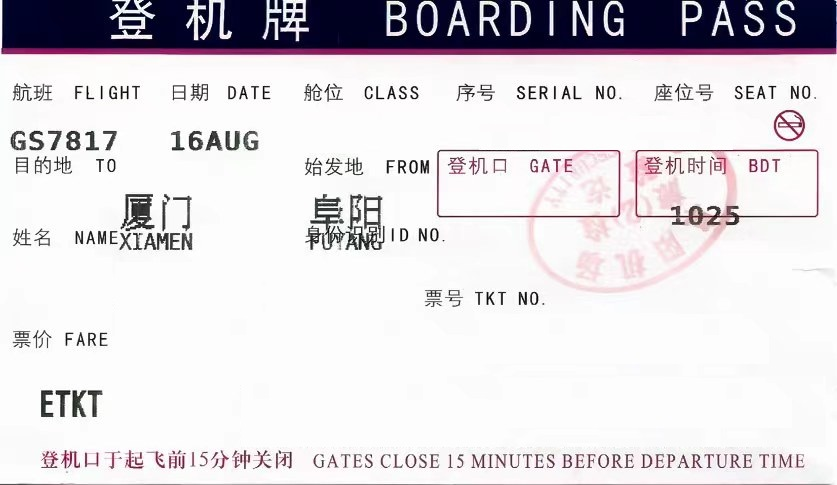
阜陽空港で発行された搭乗券（2020年8月16日・アモイ便）

### 2022/23年冬春シーズン
阜陽民用航空センターが2022年11月17日付に発表したフライトスケジュールによれば、2022/23年冬春シーズン（執行期間：2022年11月14日から翌年3月25日まで）に当空港では下記の24定期便（中国国内線のみ）が運航されており、21都市に就航しているという。
| 航空会社の国別 | 運航航空会社（コード）                        | 加盟アライアンス/親会社（マイル連携） | 就航地                       |
| -------------- | --------------------------------------------- | ------------------------------------- | ---------------------------- |
| 中華人民共和国 | 春秋航空（Spring Airlines）（9C）             | （未加盟）                            | 温州、西安、銀川、寧波、蘭州 |
| 中華人民共和国 | オッケー航空（OK Air）（BK）                  | （未加盟）                            | 舟山、重慶                   |
| 中華人民共和国 | 中国国際航空（Air China）（CA）               | スターアライアンス                    | 北京/首都、成都/双流         |
| 中華人民共和国 | 中国南方航空（China Southern Airlines）（CZ） | （未加盟）                            | 広州                         |
| 中華人民共和国 | 上海航空（Shanghai Airlines）（FM）           | スカイチーム                          | 上海/浦東                    |
| 中華人民共和国 | 天津航空（Tianjin Airlines）（GS）            | 海南航空（未加盟）                    | アモイ、天津                 |
| 中華人民共和国 | 北部湾航空（GX Airlines）（GX）               | 海南航空（未加盟）                    | 長沙、珠海、大連、南寧、海口 |
| 中華人民共和国 | 海南航空（Hainan Airlines）（HU）             | （未加盟）                            | 深圳                         |
| 中華人民共和国 | 中国聯合航空（China United Airlines）（KN）   | 中国東方航空（スカイチーム加盟社）    | 仏山、北京/大興              |
| 中華人民共和国 | 中国東方航空（China Eastern Airlines）（MU）  | スカイチーム                          | 昆明、上海/浦東              |

### 地図でみる就航路線図
| 阜陽上海/浦東北京/首都北京/大興広州/白雲西安/咸陽温州/龍湾寧波/櫟社舟山/普陀山蘭州/中川銀川/河東大連/周水子深圳/宝安珠海/金湾仏山/沙堤長沙/黄花重慶/江北成都/双流海口/美蘭昆明/長水南寧/呉圩アモイ/高崎天津/浜海太原/武宿上海/虹橋オルドス/エジンホロ瀋陽/桃仙ハルビン/太平青島/膠東貴陽/龍洞堡西寧/曹家堡福州/長楽三亜/鳳凰長春/龍嘉 阜陽空港の就航都市（中国国内線） · 阜陽空港 · 就航中の路線 · 休航中の路線（再開の見込み有り） |
| --- |

また、毎年の観光シーズンとされる7月・8月（中国本土の夏休みにあたる時期）に、阜陽空港とオルドス・エジンホロ国際空港（内モンゴル自治区・オルドス市）を結ぶ定期チャーター便（2020年の場合、MU9899/9900便）が中国東方航空によって週3往復程度で運航されるのが近年で通例となっている。
2023年1月現在、阜陽空港では国際/香港・マカオ・台湾路線が運航されておらず、国内線のみ利用できる。ただし、新旅客ターミナルの建設工事にあたっては、出入国の専用エリアおよび関連施設（税関、検疫、移民局など）が計画されたため、近いうちに香港、東京、ソウルなどの東アジアの主要都市と結ぶ近距離便が増設される見込みである。

### かつての就航路線（休・廃航）
- 華北地方：
  - （北京市）北京南苑空港（2019年9月に北京大興国際空港の運航開始とともに廃港）
  - （山西省）太原武宿国際空港
  - （内モンゴル自治区）オルドス・エジンホロ国際空港

- 東北地方：
  - （遼寧省）瀋陽桃仙国際空港
  - （吉林省）長春龍嘉国際空港
  - （黒龍江省）ハルビン太平国際空港

- 華東地方：
  - （上海市）上海虹橋国際空港
  - （浙江省）杭州蕭山国際空港
  - （安徽省）合肥駱崗国際空港（2013年5月に合肥新橋国際空港の運航開始とともに廃港）
  - （福建省）福州長楽国際空港
  - （山東省）青島流亭国際空港（2021年8月に青島膠東国際空港の運航開始とともに廃港）
- 中南地方：
  - （湖北省）武漢天河国際空港
  - （海南省）三亜鳳凰国際空港
- 西南地方：
  - （貴州省）貴陽龍洞堡国際空港
- 西北地方：
  - （青海省）西寧曹家堡国際空港

## 空港へのアクセス

### 鉄道
中国国鉄・上海局が管轄し、いくつかの高速鉄道線が乗り入れているターミナル駅である阜陽西駅の駅舎は、阜陽空港の旅客ターミナルのすぐ東側に位置するため、乗り換えの利便性が非常に良い。
2022年12月現在、阜陽西駅（東広場・市内バズターミナルで発着）と阜陽空港（旅客ターミナル前で発着）を結ぶ無料のシャトルバス（機場直通車）が市営バス（阜陽公交公司）によって約15分間隔で運行されている。運行時間について、下り行便（阜陽西駅 ⇒ 阜陽空港）は現地時間（UTC+8）で06:20~19:00、上り行便（阜陽空港 ⇒ 阜陽西駅）は06:29~19:10となっている。片道での所要時間は約9分である。
阜陽西駅に乗り入れる阜淮（阜陽～淮北）都市間鉄道の着工とともに、同駅の西駅舎（空港に面している側）の建設も開始した。西駅舎からは、阜陽空港旅客ターミナルに直結するプレハブ通路が計画されている。完工後、一方から他方へ徒歩で移動する所要時間が5分程度に短縮でき、乗り換えの利便性がより向上すると予想される。
- 国鉄・阜陽西駅の乗り入れ路線：
  - 京港（北京～香港）旅客専用線/主な目的地：北京、雄安、商丘、九江、南昌、贛州、深圳 など（雄安～商丘区間は建設中）
    - 東ルート/主な目的地：合肥（南京、上海、杭州、寧波方面へ直通）、安慶 など
    - 西ルート/主な目的地：黄岡（武漢、重慶、成都方面へ直通） など（建設中）

  - 鄭阜（鄭州～阜陽）旅客専用線/主な目的地：鄭州（西安、蘭州方面へ直通）、許昌、周口 など
  - 阜淮（阜陽～淮北）都市間鉄道/主な目的地：淮北（徐州、済南、青島方面へ直通）、宿州、蚌埠 など（建設中）

なお、上述の高速鉄道路線は阜陽都市圏に属する亳州、太和、潁上、界首、臨泉といった県・市も通行しているため、これらの県・市の住民たちが阜陽空港を利用するとき、高速鉄道（短距離利用）で同空港へアクセスする方法が慣れ親しまれている。

### バス

#### 市内バス
2022年12月現在、阜陽空港を発着するバスは、市営バスが運行する19番路線バスしか存在していない。
但し、無料のシャトルバス（上の「鉄道」の部分を参照されたい）で近隣の国鉄・阜陽西駅にアクセスすることで、そこを発着するバスも利用できるようになる。阜陽空港・阜陽西駅を発着するバス便を併せて数えれば、相当広い範囲をカバーするバス路線網が構成されている。市営バスのシステムにおいて、阜陽空港と阜陽西駅はそれぞれ「飛機場」「高鉄西站」と命名されている。
| 路線名                        | 発着地                                      | 主な経由地 |
| ----------------------------- | ------------------------------------------- | --- |
| 1番路線バス（1路公交）        | 阜陽西駅 ⇔ 阜陽駅                           | 阜陽師範大学南ゲート、阜陽西バスターミナル、双龍橋、百貨大楼、商厦モール、市癌病院（潁東区立病院）、市タバコ工場 など                                                                           |
| 2番路線バス（2路公交）        | 阜陽西駅 ⇔ 市革工場                         | 市工業貿易学校、市立スタジアム、市第二病院（市立伝染病院）、双龍橋、市第九病院（建工病院）、市第二中学、市癌病院（潁東区立病院）、金種子酒造工場 など                                           |
| 5番路線バス（5路公交）        | 阜陽西駅 ⇔ ワンダプラザ潁泉                 | 市職業専門学校、阜陽師範大学北ゲート、阜陽西バスターミナル、南門、百貨大楼、市第四中学 など |
| 6番路線バス（6路公交）        | 阜陽西駅 ⇔ 臨沂服装卸売市場                 | 市職業専門学校、双龍橋、市第五病院（潁泉区立病院）、大橋西、城郊中学 など |
| 7番路線バス（7路公交）        | 阜陽西駅 ⇔ 安徽省立第一刑務所               | 市職業専門学校、双龍橋、潁東消防署、市タバコ工場、デルタ団地 など |
| 19番路線バス（19路公交）      | 阜陽空港 ⇔ 紅星美凱龍・泰睿モール           | 阜陽師範大学南ゲート、華聯大厦、民族中学、市第五病院（潁泉区立病院）、市第四中学、ワンダプラザ潁泉 など                                                                                         |
| 25番路線バス（25路公交）      | 阜陽西駅 ⇔ 阜陽駅                           | 市工業貿易学校、阜陽師範大学北ゲート、阜陽西バスターミナル、市立病院（北診療区）北ゲート、百貨大楼、市第五病院（潁泉区立病院）、大橋西、中国共産党潁東区委員会本部、市第四病院（鉄道病院） など |
| 35番路線バス（35路公交）      | 阜陽西駅 ⇔ 阜陽北バスターミナル             | 阜陽師範大学南ゲート、市衛生健康委員会本部、二里井、中国石油阜陽支社、市紡織工場、市癌病院（潁東区立病院）、潁東消防署、城郊中学 など                                                           |
| 53番路線バス（53路公交）      | 阜陽西駅 ⇔ 翡翠湾マンションエリア           | 市工業貿易学校、阜陽師範大学北ゲート、民主党派・商工業連合会本部、市人民政府、阜陽南バスターミナル、京九シルク工場、市営バス社付設自動車学校 など                                               |
| 59番路線バス（59路公交）      | 阜陽西駅 ⇔ ワンダプラザ潁泉                 | 市職業専門学校、市第三病院（市立精神病院）、市交通運輸局本部、康泰製薬、実験小学北キャンパス など                                                                                               |
| 75番路線バス（75路公交）      | 阜陽西駅 ⇔ 鴻昇中学                         | 市工業貿易学校、市第六病院（潁州区立病院）、東清小学、阜陽南バスターミナル、市営バス社付設自動車学校 など                                                                                       |
| K1番快速バス（K1路公交）      | 阜陽西駅 ⇔ 阜陽駅                           | 市職業専門学校、阜陽西バスターミナル、鼓楼、中国共産党潁東区委員会本部、市第四病院（鉄道病院） など                                                                                             |
| K101番快速バス（K101路公交）  | 阜陽西駅 ⇔ 阜陽駅                           | 市第六病院（潁州区立病院）、ワンダプラザ潁州、阜陽南バスターミナル、鉄道学校 など |
| K102番快速バス（K102路公交）  | 阜陽西駅 ⇔ 抱龍石芸タウン                   | 市立スタジアム、皖西北卸売市場、康泰製薬、ワンダプラザ潁泉、臨沂卸売市場南ゲート など |
| K103番快速バス（K103路公交）  | 阜陽西駅 ⇔ 巣湖路ターミナル                 | 市工業貿易学校、宝龍プラザ、阜陽科学技術学院、李荘、安徽医科大付属阜陽病院 など |
| K105番快速バス（K105路公交）  | 阜陽西駅 ⇔ 臨沂服装卸売市場                 | 潁州区公安局本部、市立漢方医病院、紅旗中学、市第九病院（建工病院）、城郊中学、臨沂卸売市場、抱龍橋 など                                                                                         |
| K106番快速バス （K106路公交） | 潁州西湖観光地域南口 ⇔ 市立病院（南診療区） | 張営・劉荘、阜陽西駅、市工業貿易学校、市第六病院（潁州区立病院）、易景国際花園マンションエリア など                                                                                             |

#### シティ間バス（阜陽ー阜南）
市内の各地と結ぶバスのほか、阜陽自動車運輸グループ（阜陽汽運集団）阜南支社によって運行されている2路線のシティ間バスも阜陽空港と阜陽西駅を発着・通行している。このシティ間バスは阜陽の衛星都市と位置づけられる阜南という街から阜陽空港へアクセスする便利な公共交通手段として、多くの利用者数を擁している。シティ間バスのシステムにおいて、阜陽空港に最寄りの停留所が「飛機場路口」（和訳：空港前交差点）である。ただし、この停留所から空港の敷地までは3キロメートル以上の距離がある。それゆえ、シティ間バスを利用する場合はいったん阜陽西駅（阜陽西站）で下車し、無料シャトルバスに乗り換えて空港へアクセスするのが最も便利な方式と思われる。
| 路線名                                   | 発着地                                          | 主な経由地 |
| ---------------------------------------- | ----------------------------------------------- | --- |
| 阜陽ー阜南シティ間バス（阜陽ー阜南城際） | 城南ターミナル（阜南県） ⇔ 阜陽南バスターミナル | 阜南県第一中学新キャンパス、田集、三塔、空港前交差点、阜陽西駅、市工業貿易学校、市第六病院（潁州区立病院）、ワンダモール潁州、市立漢方医病院 など |
| シティ間バス2番線（城際公交2号線）       | 城南ターミナル（阜南県） ⇔ 阜陽西駅             | 阜南県第一中学新キャンパス、田集、三塔、オランダタウン、安徽省阜陽第一中学、空港前交差点 など                                                     |

### 道路

#### 高速道路
2022年12月現在、阜陽空港に直接にアクセスできる高速道路（蘇高速S67：徐州ー阜陽高速道路）は建設中であり、2025年に完工される予定である。建設計画によれば、阜陽空港の西側に新しい出入口「阜陽西」が設置される予定という。
この新設の阜陽西のほか、阜陽南、潁淮大道、阜陽東などの現役中の高速道路の出入口からも市内道路を経由して阜陽空港へのアクセスが可能である。各出入口で阜陽空港へ導く道路標識のプレートもきちんとで整備されている。
- 阜陽南（皖高速S12：滁州ー新蔡高速道路）
  - 合肥大道、潁淮大道、三清路を経由、約28キロメートル
- 潁淮大道（皖高速S12：滁州ー新蔡高速道路）
  - 潁淮大道、三清路を経由、約14キロメートル

- 阜陽東（国家高速G35：済南ー広州高速道路）
  - 306番省道、臨沂路、南京路、西湖大道、霞光大道を経由、約22キロメートル